# Traveller's Tales
Traveller's Tales es una empresa de videojuegos fundada en 1989 y con sede en Knutsford, Cheshire, Inglaterra. Es parte del grupo TT Games, junto con TT Games Publishing.

## Historia
Después de trabajar con Disney, produciendo varios juegos basados en sus películas (en su mayoría de Pixar, como en el caso de juegos como Toy Story y Buscando a Nemo). Son más conocidos por haber hecho Sonic 3D y por el más actual Lego Star Wars: The Video Game (y los demás juegos hechos con Lego) así como juegos también hechos por Psygnosis donde eran mejores en efectos 3D, posiblemente para añadir menos realismo. Su primer juego fue Leander.
Entre su trabajo más actual se encuentran Crash Bandicoot, Las Crónicas de Narnia, Super Monkey Ball Adventure, Lego Star Wars II: The Original Trilogy, WRC y F1 para PlayStation Portable (PSP). Han vendido cerca de 39.000.000 juegos hasta la fecha, y ganado recientemente un BAFTA por el modo de juego en Lego Star Wars II: The Original Trilogy.
La compañía fue comprada recientemente por Warner Bros., pero seguirá en funcionamiento, con la entrega de Lego Batman: El Videojuego.

## Videojuegos
| Año  | Nombre                                                         | Editor                                                                       | Plataforma                                                                                                  |
| ---- | -------------------------------------------------------------- | ---------------------------------------------------------------------------- | --- |
| 1991 | Leander                                                        | Psygnosis                                                                    | Amiga, Atari ST, Sega Mega Drive/Genesis                                                                    |
| 1993 | Bram Stoker's Dracula                                          | Psygnosis/Sony Imagesoft                                                     | SNES, Sega Mega Drive/Genesis                                                                               |
| 1993 | Puggsy                                                         | Psygnosis                                                                    | Sega Mega Drive/Genesis                                                                                     |
| 1994 | Mickey Mania                                                   | Psygnosis/Sony Imagesoft                                                     | SNES, Sega Mega Drive/Genesis, PSX                                                                          |
| 1995 | Disney's Toy Story                                             | Psygnosis/Disney Interactive/Pixar                                           | SNES, Sega Mega Drive/Genesis                                                                               |
| 1996 | Sonic 3D                                                       | Sega                                                                         | Sega Mega Drive/Genesis, Sega Saturn, PC                                                                    |
| 1997 | Sonic R                                                        | Sega                                                                         | Sega Saturn                                                                                                 |
| 1998 | Rascal                                                         | Psygnosis/Takara                                                             | |
| 1998 | Disney/Pixar's A Bug's Life                                    | Disney Interactive/Pixar                                                     | PSX, Nintendo 64                                                                                            |
| 1999 | Toy Story 2: Buzz Lightyear to the Rescue                      | Activision/Disney Interactive                                                | PSX, Nintendo 64                                                                                            |
| 2000 | Muppet RaceMania                                               | Midway                                                                       | |
| 2000 | Buzz Lightyear of Star Command                                 | Activision/Disney Interactive/Pixar                                          | |
| 2001 | Toy Story Racer                                                | Activision/Disney Interactive/Pixar                                          | |
| 2001 | The Weakest Link                                               | Activision                                                                   | |
| 2001 | Crash Bandicoot: The Wrath of Cortex                           | Universal Interactive Studios                                                | PS2, Xbox, GameCube                                                                                         |
| 2002 | Haven: Call of the King                                        | Midway                                                                       | |
| 2003 | Disney/Pixar's Finding Nemo                                    | THQ/Disney Interactive/Pixar                                                 | |
| 2004 | Crash Twinsanity                                               | Vivendi Universal Games/Sierra Entertainment/Traveller's Tales Oxford Studio | PS2, Xbox                                                                                                   |
| 2005 | Lego Star Wars: The Video Game                                 | LucasArts                                                                    | Xbox, PS2                                                                                                   |
| 2005 | WRC (PSP version)                                              | SCEI                                                                         | |
| 2005 | The Chronicles of Narnia: The Lion, the Witch and the Wardrobe | Buena Vista Games                                                            | |
| 2005 | F1 Grand Prix                                                  | SCEI                                                                         | |
| 2006 | Super Monkey Ball Adventure                                    | Sega                                                                         | |
| 2006 | Lego Star Wars II: The Original Trilogy                        | LucasArts                                                                    | Xbox 360, PS3, Wii                                                                                          |
| 2006 | Bionicle Heroes                                                | Eidos Interactive                                                            | |
| 2007 | Transformers: The Game                                         | Activision                                                                   | Xbox 360, PS2, PS3, Wii, Microsoft Windows                                                                  |
| 2007 | Lego Star Wars: The Complete Saga                              | LucasArts                                                                    | Xbox 360, PS3, Wii                                                                                          |
| 2008 | Lego Indiana Jones: The Original Adventures                    | LucasArts                                                                    | Xbox 360, PS3, Wii, PSP                                                                                     |
| 2008 | Lego Batman: The Video Game                                    | Warner Bros./DC Comics                                                       | Xbox 360, PS3, Wii, PSP                                                                                     |
| 2008 | The Chronicles of Narnia: Prince Caspian                       | Disney Interactive Studios                                                   | Xbox 360, PS3, Wii                                                                                          |
| 2008 | Guinness World Records: The Videogame                          | Warner Bros.                                                                 | |
| 2009 | Lego Battles                                                   | Warner Bros.                                                                 | Nintendo DS                                                                                                 |
| 2009 | Lego Indiana Jones 2: The Adventure Continues                  | LucasArts                                                                    | Xbox 360, PS3, Wii, PSP                                                                                     |
| 2009 | What's Your News? (TV show)                                    | Kids CBC                                                                     | |
| 2009 | Lego Rock Band                                                 | Warner Bros./Electronic Arts                                                 | Xbox 360, PS3, Wii                                                                                          |
| 2010 | Lego Harry Potter: Years 1-4                                   | Warner Bros.                                                                 | Xbox 360, PS3, Wii, PSP                                                                                     |
| 2010 | The Lord of the Rings: Aragorn's Quest                         | Warner Bros.                                                                 | |
| 2011 | Lego Star Wars III: The Clone Wars                             | LucasArts                                                                    | Xbox 360, PS3, Wii                                                                                          |
| 2011 | Lego Pirates of the Caribbean: The Video Game                  | Disney Interactive Studios                                                   | Xbox 360, PS3, Wii                                                                                          |
| 2011 | Lego Battles: Ninjago                                          | Warner Bros.                                                                 | |
| 2011 | Lego Harry Potter: Years 5-7                                   | Warner Bros.                                                                 | Xbox 360, PS3, Wii, PSP                                                                                     |
| 2012 | Lego Batman 2: DC Super Heroes                                 | Warner Bros./DC Comics                                                       | Xbox 360, PS3, Wii                                                                                          |
| 2012 | Lego El Señor de los Anillos                                   | Warner Bros.                                                                 | Xbox 360, PS3, Wii, PC, 3DS, PSVita, Nintendo DS                                                            |
| 2013 | Lego City: Undercover                                          | Warner Bros./Nintendo                                                        | Nintendo Switch, PlayStation 4, Xbox One, Wii U y PC                                                        |
| 2013 | Lego Marvel Super Heroes                                       | Warner Bros.                                                                 | Xbox 360, PlayStation 3, Wii U, PC, Nintendo 3DS, PlayStation Vita, Nintendo DS, PlayStation 4, Xbox One    |
| 2014 | La Gran Aventura Lego: el Videojuego                           | Warner Bros.                                                                 | Xbox 360, PlayStation 3, Wii U, PC, Nintendo 3DS, PlayStation Vita, PlayStation 4, Xbox One, Mac OS X e iOS |
| 2014 | LEGO El hobbit                                                 | Warner Bros.                                                                 | Xbox 360, PlayStation 3, Wii U, PC, Nintendo 3DS, PlayStation Vita, PlayStation 4, Xbox One y Mac OS X      |
| 2015 | Lego Dimensions                                                | Warner Bros.                                                                 | PlayStation 4, PlayStation 3, Wii U, Xbox One y Xbox 360                                                    |
| 2016 | Lego Marvel Vengadores                                         | Warner Bros.                                                                 | PC, PlayStation 4, PlayStation 3, Wii U, Xbox One, Xbox 360, Nintendo 3DS y PlayStation Vita                |
| 2016 | LEGO Star Wars: El Despertar de la Fuerza                      | Warner Bros.                                                                 | PC, PlayStation 4, PlayStation 3, Wii U, Xbox One, Xbox 360, Nintendo 3DS, PlayStation Vita, Android e iOS  |
| 2017 | Lego Worlds                                                    | Warner Bros.                                                                 | PC, PlayStation 4, Xbox One, Nintendo Switch                                                                |
| 2017 | Lego Marvel Super Heroes 2                                     | Warner Bros.                                                                 | PC, PlayStation 4, Xbox One, Nintendo Switch                                                                |
| 2018 | Lego DC Super-Villains                                         | Warner Bros.                                                                 | PC, PlayStation 4, Xbox One, Nintendo Switch                                                                |
| 2019 | The Lego Movie 2 Videogame                                     | Warner Bros.                                                                 | PC, PlayStation 4, Xbox One, Nintendo Switch                                                                |
| 2022 | Lego Star Wars: The Skywalker Saga                             | Warner Bros.                                                                 | PC, PlayStation 4, PlayStation 5, Xbox One, Xbox Series X/S, Nintendo Switch                                |